# ويليام أ. فيليبس
ويليام أ. فيليبس هو قاضي ومحامي وسياسي أمريكي، ولد في 14 يناير 1824 في بيزلي في المملكة المتحدة، وتوفي في 30 نوفمبر 1893 في فورت غيبسون في الولايات المتحدة. نشط حزبياً في الحزب الجمهوري. وقد انتخب عضو مجلس نواب كنساس ‏ وانتخب عضو مجلس النواب الأمريكي ‏.